# 밴더빌트 대학교
밴더빌트 대학교(영어: Vanderbilt University)는 미국 남부 테네시주 내슈빌에 위치한 최상위권 명문사립대학교이다. 1873년 해운업계의 재벌 코넬리어스 밴더빌트가 설립했다.
밴더빌트 대학교의 학부에는 문리대(College of Arts and Science), 공대(School of Engineering), 블레어 음악대(Blair School of Music), 피바디 교육대(Peabody College of Education and Human Development)등 네 개의 훌륭한 단과대학이 있으며, 학부의 최우수분야로는 경제학, 인간조직발달학, 공학, 심리학, 교육학, 영어등이 꼽힌다. 특히 피바디 교육대는 미국내 최고의 교육대학이라는 평을 듣고 있다. 대학원에는 법학대학원, 의학대학원, 간호대학원, 경영대학원, 신학대학원 등이 있다. 이 중 법학대학원(Vanderbilt Law School)은 전국 톱 20 법학대학원 중 하나로 평가받고 있다. 노벨 평화상 수상자이며, 미국 제45대 부통령이었던 앨 고어가 다닌 법학대학원이기도 하다. 오웬 경영대학원(Owen Graduate School of Management)은 경제잡지《포브스》와 주간지《비즈니스 위크》의 순위에서 톱 30 경영대학원에 포함된다. 현재 밴더빌트 재학생은 약 만 2천여 명으로, 그중 학부생이 6천 6백여 명, 대학원에 약 5천 4백여 명이 재학하고 있다. 최상위권의 학업적 수준으로 "남부의 하버드"라고 불리우고 있다. 

## 입학 현황
2027년 졸업 예정인 2023년 신입생 (Class of 2027)의 경우, 47,120 명의 지원자와 전세계에서 2,645 명의 합격자로, 오직 5.6%의 합격률 기록했다. 평균 ACT 점수는 34-36점, SAT 점수는 1520-1580점이었다.  

## 평가

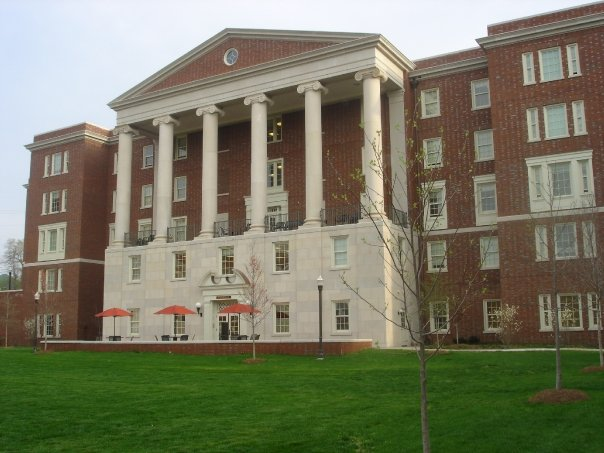
스탬버 하우스(Stambaugh House)

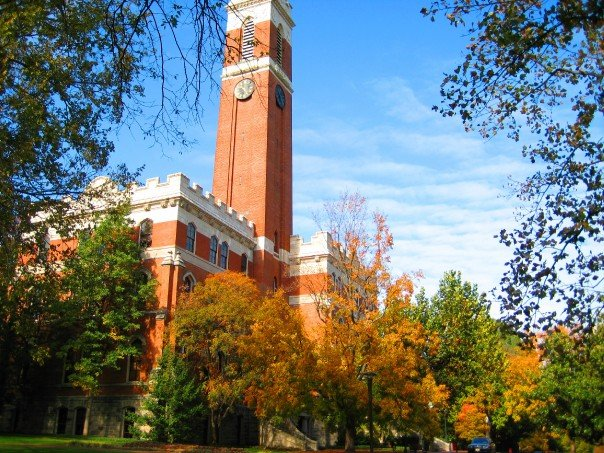
밴더빌트대학교의 커크랜드 홀(Kirkland Hall)

## 학교 동문

### 유명한 동문
노벨 평화상 수상자이며 前 미국 부통령인 앨 고어, 또 다른 노벨 평화상 수상자 Muhammad Yunus, 세계 3대 컨설팅 회사중 2곳, 보스턴 컨설팅(BCG)과 베인(Bain&Company), 창업자가 밴더빌트 대학교 동문이다.

## 같이 보기
- 피바디 칼리지